# Vinxel

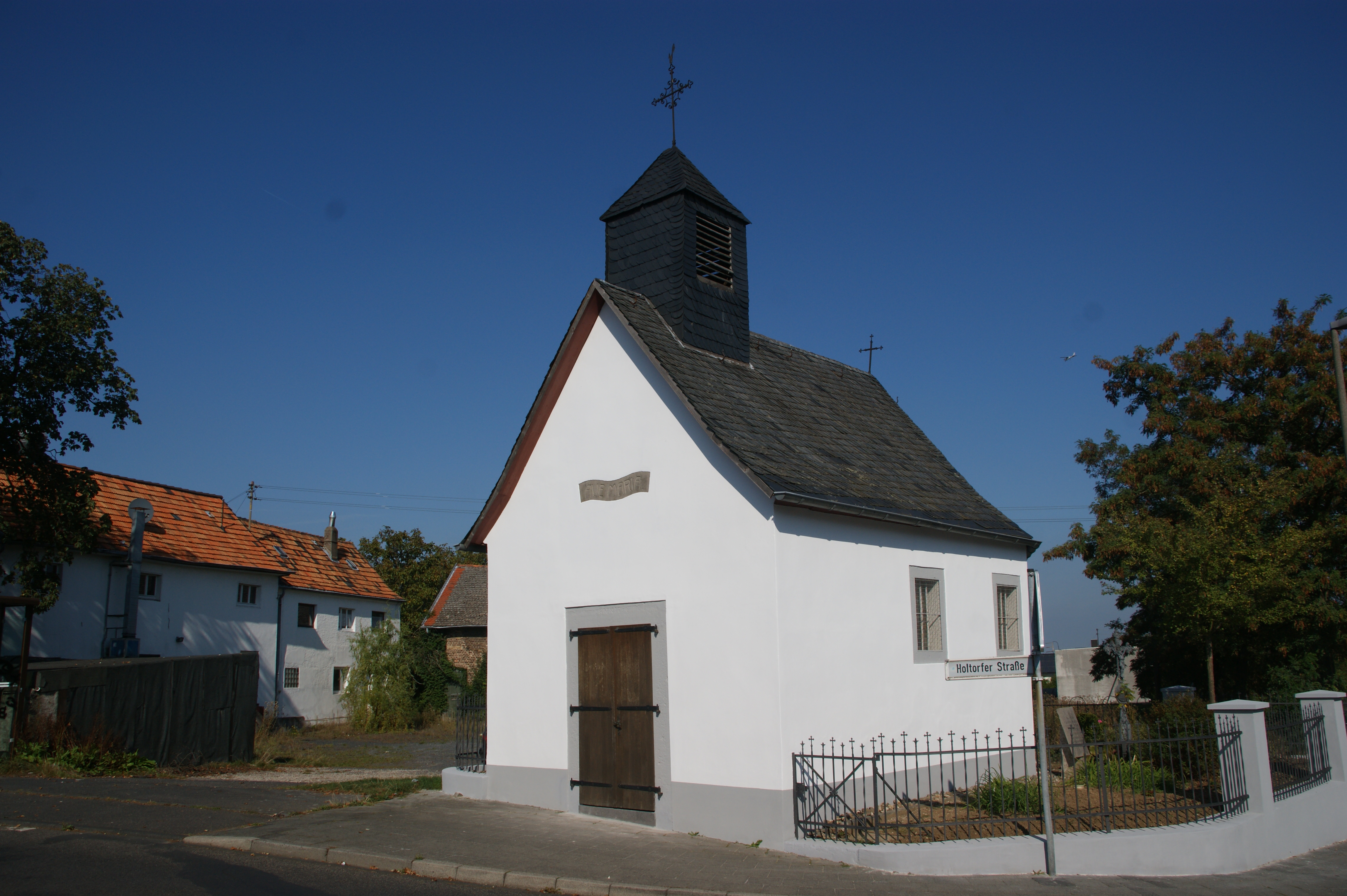
Kapelle Mariä Heimsuchung

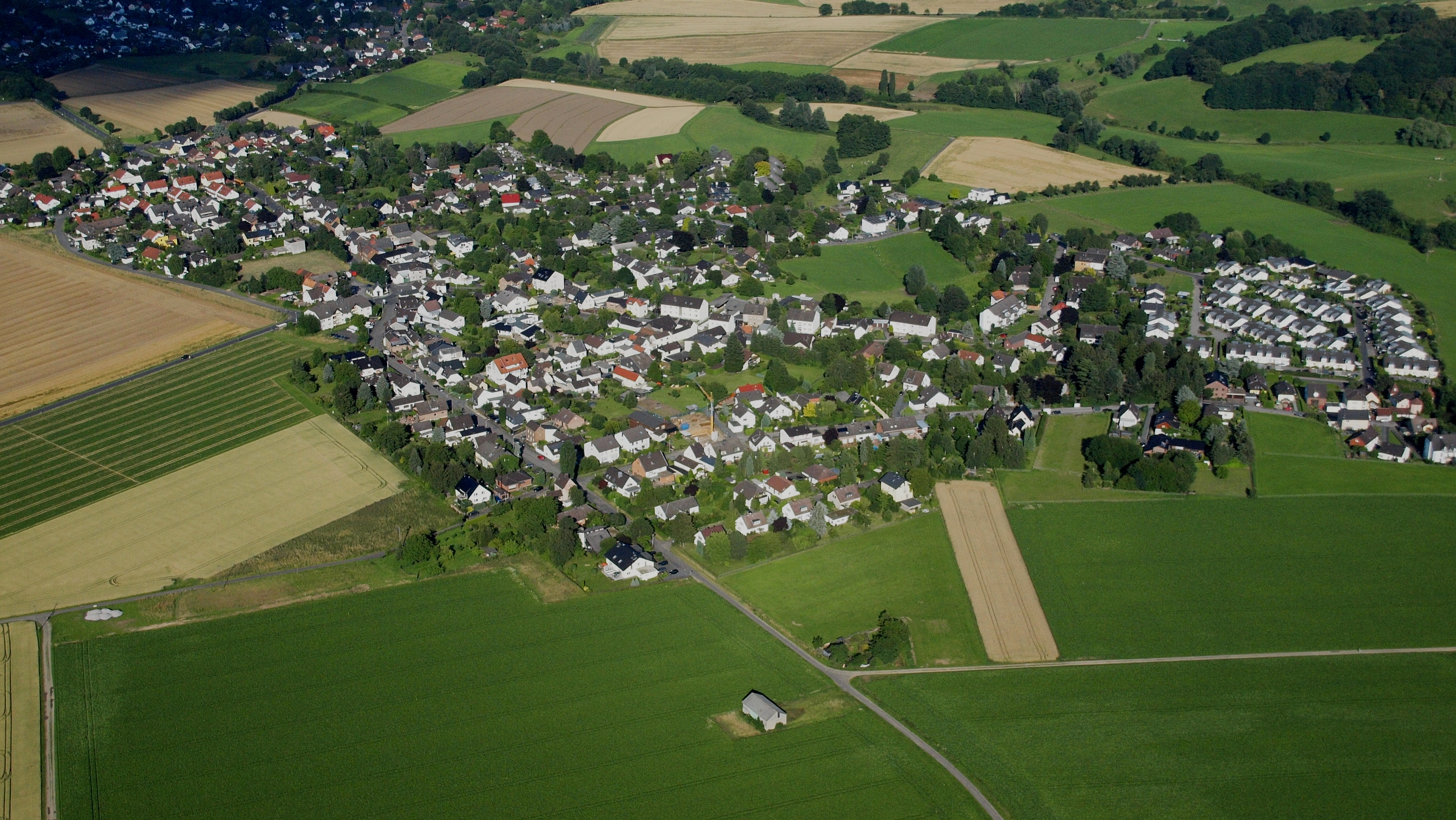
Vinxel, Luftaufnahme (2012)

Vinxel ist ein Ortsteil der Stadt Königswinter im nordrhein-westfälischen Rhein-Sieg-Kreis. Er gehört zum Kirchspiel Stieldorf, am 30. September 2022 zählte er 1.612 Einwohner.

## Geographie
Vinxel liegt an der nordwestlichen Stadtgrenze zu Bonn im Pleiser Hügelland auf 140 bis 185 m ü. NHN auf einem von Nordosten nach Südwesten zum Paffelsberg (195,3 m ü. NHN) hin ansteigenden Gelände. Im Nordosten reicht Vinxel bis auf wenige Hundert Meter an die benachbarten Ortsteile Oelinghoven und Stieldorf heran. Im Südosten schließt sich das Gut Frankenforst an. Zwei Nebenbäche des im Tal östlich von Vinxel verlaufenden Eichenbachs fließen, zum Teil unterirdisch, innerhalb bzw. am Rande des Ortsteils. Die Landesstraße 490 führt auf einer Länge von etwa drei Kilometern von Stieldorf über Vinxel ins Rheintal nach Oberkassel.
Die Gemarkung Vinxel umfasst neben der Ortschaft Vinxel und dem Gut Frankenforst auch den Heiderhof sowie einen Teil der ehemals eigenständig benannten Ortschaft Winkel am Südwestrand von Oelinghoven. Sie grenzt (im Uhrzeigersinn) an die Gemarkungen Holzlar (Stadt Bonn), Rauschendorf, Oelinghoven, Oberdollendorf, Oberkassel und Holtorf (beide Stadt Bonn).

## Geschichte

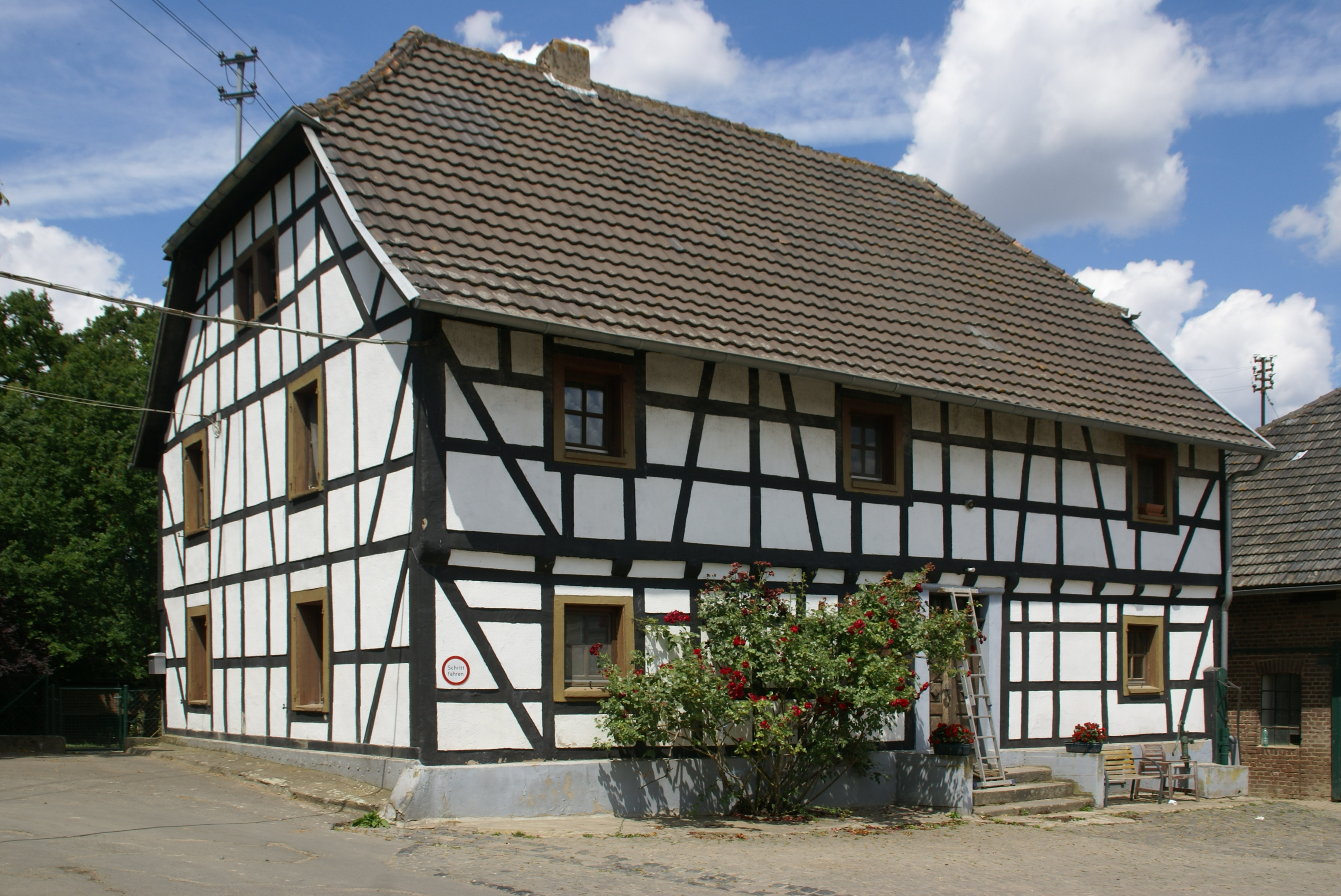
Heiderhof bei Vinxel, Wohnhaus des Gutsverwalters (2014)

Vinxels erste urkundliche Erwähnung als „Vünfselden“ fällt in das Jahr 1173. Dieser Name nimmt Bezug auf die hier ansässigen Herren von Vünftzail und steht damit für die einstigen fünf zu Vinxel gehörenden Höfe. Davon bestehen heute noch das 1475 erstmals erwähnte Gut Frankenforst – heute ein klassizistisches Herrenhaus aus dem Jahre 1872 – und der ab 1501 zum Kloster Bödingen gehörende Heiderhof, dessen Wohnhaus vom Anfang des 18. Jahrhunderts erhalten ist. Die Vorgängerbauten der katholischen Kapelle Mariä Heimsuchung in Vinxel lassen sich urkundlich bis ins 14. Jahrhundert zurückverfolgen, der aktuelle Bau stammt aus dem Jahre 1758.
Vinxel gehörte bis 1806 als Honschaft zum Kirchspiel Stieldorf im bergischen Amt Blankenberg. Die Honschaft umfasste auch die Ortschaften Gielgen, Hoholz und Roleber sowie den Hof Ungarten. In der Anfang des 19. Jahrhunderts durchgeführten Topographischen Aufnahme der Rheinlande lautete der Ortsname noch Pfingsen. Nach Auflösung des Herzogtums Berg bildete Vinxel (ohne Gielgen und Roleber) von 1808 bis 1813 eine der 31 Gemeinden bzw. Ortsbezirke im Kanton Hennef im Großherzogtum Berg und wurde von der Mairie Oberpleis (ab 1813 „Bürgermeisterei Oberpleis“) verwaltet. In preußischer Zeit (ab 1815) blieb die Gemeinde Vinxel Teil der Bürgermeisterei Oberpleis und wurde dem Kreis Siegburg (ab 1825 „Siegkreis“) zugeordnet. Die Gemeinde wurde 1845/46 in die neu gebildete und politisch eigenständige Gemeinde Stieldorf eingegliedert.

Mitte des 19. Jahrhunderts wurde im Gebiet des heutigen Plateaus westlich von Vinxel Richtung Oberholtorf und bis zum Rheinhang weitfläufig unter Tage im Rückbau Braunkohle abgebaut. Dieses Mutungs- bzw. Bewilligungsfeld „Deutsche Redlichkeit“ gehörte zum damals größten Kohleabbaugebiet des Rheinlands mit zahlreichen Schächten, Kaulen und Gruben auf der Hardt (mit Alaunhütten) sowie im Bereich Roleber und Gielgen (heute Holzlar) sowie auch Pützchen. Nachdem das Flöz bei Vinxel abgebaut war und sich die rund 10 m Boden darüber abgesenkt hatten, sind davon dort heute kaum mehr Spuren wahrnehmbar.
Nach dem Zweiten Weltkrieg erfuhr Vinxel ein spürbares Bevölkerungswachstum. Der Zuzug von Heimatvertriebenen und die geographische Nähe zum neuen Regierungssitz Bonn führten zu einem Anstieg der Bevölkerung von 500 Einwohnern im Jahre 1950 auf etwa 1000 Einwohner 1970. Bis zur kommunalen Neugliederung des Raumes Bonn am 1. August 1969 gehörte Vinxel zur Gemeinde Stieldorf. Zu diesem Stichtag wurden auch die Orte Hoholz und Ungarten aus der Gemarkung Vinxel herausgelöst und in die Stadt Bonn (Stadtbezirk Beuel) eingegliedert.
Einwohnerentwicklung
| Jahr | Einwohner |
| ---- | --------- |
| 1816 | 207       |
| 1828 | 230       |
| 1843 | 297       |
| 1885 | 358       |
| 1946 | 448       |
| 1961 | 491       |
| 1970 | 889       |
| 1987 | 1.302     |
| 2000 | 1.741     |
| 2005 | 1.778     |
| 2010 | 1.736     |
| 2015 | 1.667     |
| 2021 | 1.630     |

## Sehenswürdigkeiten
Die katholische Kapelle Mariä Heimsuchung, errichtet im Jahre 1758 und nach Kriegsschäden 1945 wiederaufgebaut, ist ein verputzter Bruchsteinbau mit dreiseitiger Apsis. Sie besitzt ein Portal mit breitem Trachytgewände und ein verschiefertes Dach mit Dachreiter; im Innern ist das Gebäude flachgedeckt. Die Kapelle wurde von der Eigentümerin, der Stadt Königswinter bautechnisch seit Jahren vernachlässig, hat mittlerweile einen maroden Bauzustand und die Diskussion darüber wurde bereits in der lokalen Presse aufgegriffen. Als Baudenkmal unter Denkmalschutz stehen außer der Kapelle ein vor ihr befindliches Gedenkkreuz sowie drei weitere Wegekreuze in- und außerhalb der Ortslage, außerdem der Heiderhof und das Versuchsgut Frankenforst.
Ein im Südosten Vinxels zwischen 1966 und 1981 nach Plänen der überwiegend dort wohnhaften Architekten der Planungsgruppe Stieldorf sowie der Architekten Nikolaus und Siegrid Simon entstandenes Ensemble von Wohnhausgruppen in teilweiser Fachwerkbauweise gilt heute als denkmalwert.

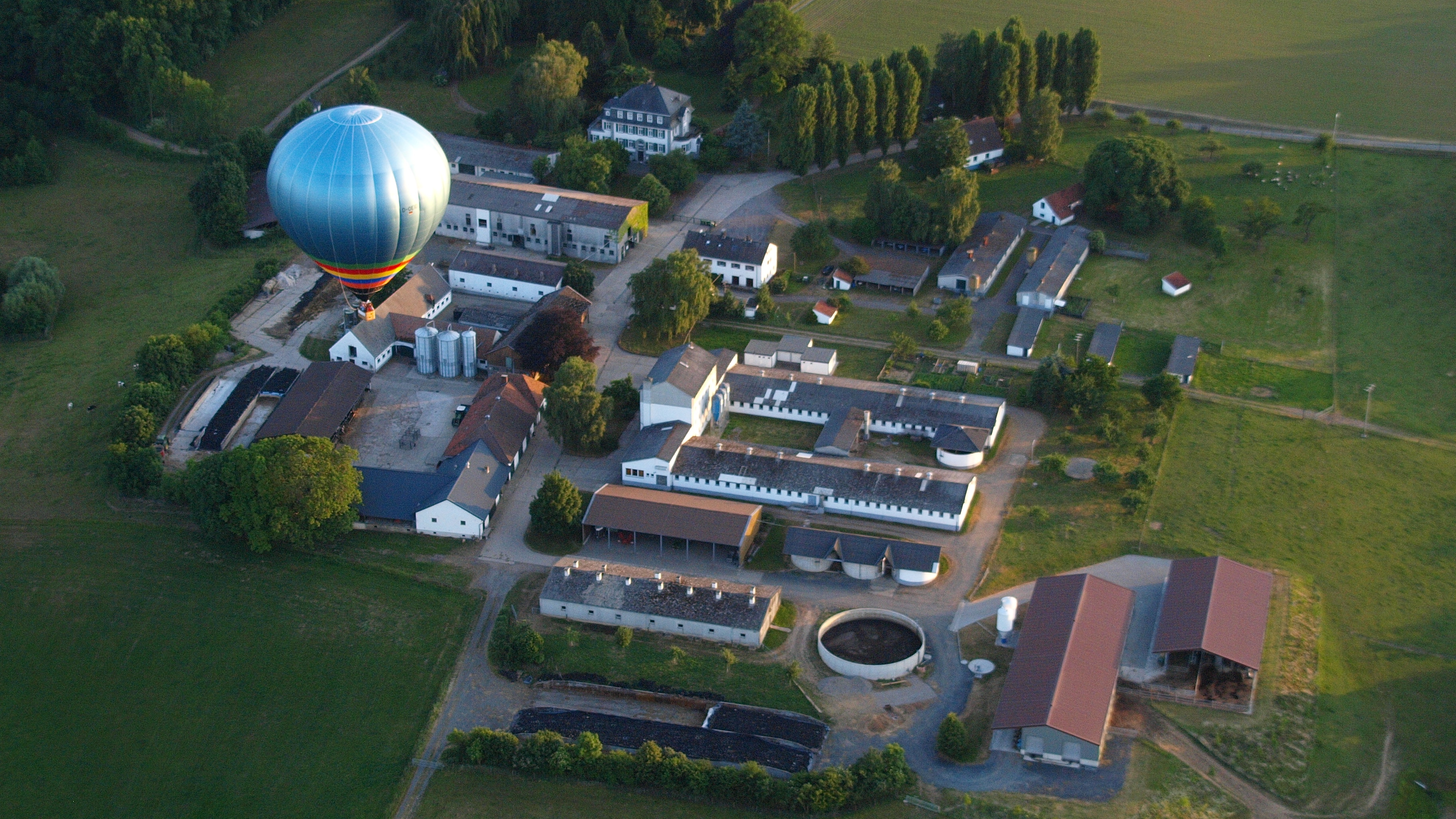
Versuchsgut Frankenforst, Luftaufnahme (2011)

## Persönlichkeiten
- Robert Glatzer (1925–1995), deutscher Architekt, lebte in Vinxel[19]
- Günther Hornschuh (1925–2001), deutscher Architekt, lebte in Vinxel
- Georg Pollich (1928–2025), deutscher Architekt, lebte in Vinxel
- Peter Türler (1934–2022), deutscher Architekt, lebte in Vinxel[19]
- Nikolaus Simon (1935–2017), deutscher Architekt, lebte in Vinxel